# Tatopani (Surkhet)
Pour les articles homonymes, voir Tatopani.
Tatopani (en népalais : तातोपानी) est un comité de développement villageois du Népal situé dans le district de Surkhet. Au recensement de 2011, il comptait 5 587 habitants.